# 可加佐辛
可加佐辛（INN：cogazocine）是一种含氮有机化合物，分子式C21H31NO，属于苯吗喃类衍生物，可用作類阿片镇痛药，从未上市销售.